# Upiłka
Upiłka (dodatkowa nazwa w j. kaszub. Ùpiłka; niem. Upilka) – wieś kaszubska w Polsce, położona w województwie pomorskim, w powiecie bytowskim, w gminie Lipnica, na Równinie Charzykowskiej, w regionie Kaszub zwanym Gochami, nad rzeką Prądzoną. Wchodzi w skład sołectwa Borowy Młyn.
W latach 1975–1998 wieś należała administracyjnie do województwa słupskiego.

## Integralne części wsi
| SIMC    | Nazwa       | Rodzaj    |
| ------- | ----------- | --------- |
| 1065361 | Buksewo     | część wsi |
| 0746716 | Zgnity Most | część wsi |

## Historia
Do 1919 roku miejscowość znajdowała się pod administracją zaboru pruskiego. Z tym okresem związany jest epizod walki o granice, regulacja wersalska pozostawiała Upiłkę i okolice po stronie niemieckiej sprzeciwiła się temu jednak zdecydowanie i masowo miejscowa ludność, skutkiem czego wieś wróciła do Polski. W okresie 20-lecia międzywojennego należała do ówczesnego powiatu chojnickiego.
Podczas II wojny światowej w rejonie Upiłki w dniach 1-2 marca 1945 roku miała miejsce bitwa radziecko-niemiecka.
Sowieckie oddziały techniczne stacjonowały tu do początku czerwca 1945 roku.